# Виборчий округ 163
Виборчий округ 163 — виборчий округ в Тернопільській області. В сучасному вигляді був утворений 28 квітня 2012 постановою ЦВК №82 (до цього моменту існувала інша система виборчих округів). Окружна виборча комісія цього округу розташовується в Палаці культури "Березіль" імені Леся Курбаса за адресою м. Тернопіль, вул. Миру, 6.
До складу округу входить частина міста Тернопіль (окрім мікрорайону Кутківці і всього, що на північний захід від нього). Виборчий округ 163 оточений округом 165 з усіх сторін, тобто є анклавом. Виборчий округ №163 складається з виборчих дільниць під номерами 611096-611177 та 611179-611181.

## Народні депутати від округу
| Ім'я                           | Фото | Партія         | Скликання | Дата набуття повноважень | Дата припинення повноважень |
| ------------------------------ | ---- | -------------- | --------- | ------------------------ | --------------------------- |
| Кайда Олексій Петрович         |      | Свобода        | 7-ме      | 12 грудня 2012           | 27 листопада 2014           |
| Пастух Тарас Тимофійович       |      | самовисуванець | 8-ме      | 27 листопада 2014        | 29 серпня 2019              |
| Богданець Андрій Володимирович |      | Слуга народу   | 9-те      | 29 серпня 2019           |                             |

## Результати виборів

### Парламентські

#### 2019
Кандидати-мажоритарники:
- Богданець Андрій Володимирович (Слуга народу)
- Черкашин Максим Володимирович (Голос)
- Барна Степан Степанович (Європейська Солідарність)
- Бицюра Леонід Олексійович (Свобода)
- Пастух Тарас Тимофійович (Самопоміч)
- Брич Богдан Васильович (Батьківщина)
- Сороколіт Іван Леонідович (Сила людей)
- Танчук Сергій Олегович (Сила і честь)
- Вихрущ Анатолій Володимирович (Народний рух України)
- Римар Лариса Іванівна (Громадянська позиція)
- Мамчак Юлія Миколаївна (самовисування)
- Побер Ігор Миколайович (УДАР)
- Серетний Тарас Ігорович (Радикальна партія)
- Ковалик Іван Ігорович (самовисування)
- Галамай Олег Миронович (Опозиційний блок)
- Солонинко Петро Миколайович (Рух нових сил)
- Юзьвак Ігор Ярославович (самовисування)
- Гасай Ярослав Григорович (самовисування)
- Стасишин Богдан Ізидорович (Патріот)
- Красновський Ігор Орестович (Разом сила)
- Тарасов Іван Олегович (самовисування)

#### 2014
Кандидати-мажоритарники:
- Пастух Тарас Тимофійович (самовисування)
- Ковалик Іван Ігорович (Народний фронт)
- Кайда Олексій Петрович (Свобода)
- Вихрущ Анатолій Володимирович (Народний рух України)
- Максимов Віталій Вікторович (самовисування)
- Романків Ігор Петрович (Батьківщина)
- Шевченко Андрій Анатолійович (Радикальна партія)
- Дзендзель Андрій Юрійович (самовисування)
- Прошкін Веніамін Володимирович (Комуністична партія України)
- Муц Орест Павлович (Зелена планета)
- Іваненко Михайло Миколайович (самовисування)
- Хацановський Іван Станіславович (самовисування)

#### 2012
Кандидати-мажоритарники:
- Кайда Олексій Петрович (Свобода)
- Максимов Віталій Вікторович (УДАР)
- Ратушняк Михайло Михайлович (самовисування)
- Пастух Тарас Тимофійович (Українська народна партія)
- Олійник Юрій Володимирович (самовисування)
- Федик Павло Дмитрович (Партія регіонів)
- Паразінський Василь Адольфович (Комуністична партія України)
- Вадзюк Степан Несторович (Рідна Вітчизна)
- Давидович Ярослав Васильович (Україна — Вперед!)
- Кухар Володимир Богданович (самовисування)
- Копак Мирослав Петрович (самовисування)
- Григорій Микола Євгенович (самовисування)
- Стецюк Володимир Михайлович (самовисування)

## Явка
Явка виборців на окрузі: